# Какво означава да си добър човек
„Какво означава да си добър човек“ е американска уестърн драма от 2020 г., режисиран и продуциран от Клинт Истууд. Адаптиран от Ник Шенк, базиран е на едноименния роман през 1975 г. на Н. Ричард Наш. Във филма участват Клинт Истууд, Едуардо Минет и Дуайт Йоакам.